# Claus Thomsen
Claus Thomsen (31 de maio de 1970) é um ex-futebolista profissional dinamarquês que atuava como defensor.

## Carreira
Claus Thomsen representou a Seleção Dinamarquesa de Futebol nas Olimpíadas de 1992.
Seu primeiro clube profissional foi o AGF Aarhus, clube de sua cidade natal, lá jogou de 1998 até 1994 conquistando 2 Copas da Dinamarca. Entre os anos de 1994 a 1997 Thomsen atuou com a camisa do Ipswich Town, entrando em campo 33 vezes e marcando 5 gols na primeira temporada, mas a equipe de Ipswich acabou rebaixada para a segunda divisão. Já nas temporadas 1996/1997 e 1997/98 atuou pelo Everton . 
Em 1998 acabou indo jogar no Akademisk Boldklub, da Dinamarca. Ainda em 1998 se transferiu para o Wolfsburg, aonde jogou até se aposentar dos gramados em 2002. 

## Títulos
Seleção Dinamarquesa 
- Copa Rei Fahd: 1995

AGF Aarhus
- Copa da Dinamarca: 1987/88 - 1991/92